# Matthew J. Holman
Pour les articles homonymes, voir Holman.
Matthew J. Holman (né en 1967) est un astrophysicien américain.

## Biographie
Holman travaille au Smithsonian Astrophysical Observatory, il est maître de conférences à l'université Harvard. Holman a fait ses études au Massachusetts Institute of Technology où il a reçu son Bachelor of Science de mathématiques en 1989 et son Ph.D de planétologie en 1994.
Il a fait partie d'une équipe qui a découvert de nombreux satellites irréguliers de Saturne (Albiorix), Uranus (Prospero, Setebos, Stephano, Trinculo, Marguerite, Francisco, Ferdinand) et de Neptune (Halimède, Sao, Laomédie, Néso).
D'après le Centre des planètes mineures, il a découvert 11 planètes mineures numérotées en 1999 et 2000, dont 7 avec un codécouvreur. Il a également codécouvert plusieurs transneptuniens non encore numérotés, dont 2002 PE153.
L'astéroïde (3666) Holman a été nommé en son honneur.

## Planètes mineures découvertes
| (44594) 1999 OX3[1][2][3]                                                               | 21 juillet 1999  |
| (45802) 2000 PV29                                                                       | 5 août 2000      |
| (54520) 2000 PJ30                                                                       | 5 août 2000      |
| (60620) 2000 FD8[1][2][3]                                                               | 27 mars 2000     |
| (60621) 2000 FE8[1][2][3]                                                               | 27 mars 2000     |
| (76803) 2000 PK30                                                                       | 5 août 2000      |
| (182222) 2000 YU1[2][4]                                                                 | 16 décembre 2000 |
| (182223) 2000 YC2[2][4]                                                                 | 17 décembre 2000 |
| (468422) 2000 FA8[1][2][3]                                                              | 27 mars 2000     |
| (469333) 2000 PE30                                                                      | 5 août 2000      |
| (506439) 2000 YB2[2][4]                                                                 | 16 décembre 2000 |
| Co-découvertes faites avec : 1. J. J. Kavelaars 2. B. Gladman 3. J.-M. Petit 4. T. Grav |                  |